# Чемпіонат Полтавської області з футболу 1938
Уперше в 1938 році був проведений Чемпіонат Полтавської області з футболу. Стартові кваліфікаційні поєдинки зіграли 20 червня, а за тиждень визначилися 15 найсильніших команд, які й розіграли чемпіонство. Переможцем стала полтавська команда ПВАТУ.

## Перший етап
Поєдинки першого етапу відбулися 11-13 липня.
| Команда                                       | Рахунок | Команда                                  |
| --------------------------------------------- | ------- | ---------------------------------------- |
| 11 липня                                      |         |                                          |
| Н-ська військова частина (Полтавська область) | 5:0     | «Будинок колективіста» (Мала Перещепина) |
| 12 липня                                      |         |                                          |
| «Будинок колективіста» (Семенівка)            | 2:1 дч  | «Стріла» (Золотоноша)                    |
| 13 липня                                      |         |                                          |
| «Цукровик» (Карлівка)                         | 11:0    | «Колос» (Новогеоргіївськ)                |
| «Спартак» (Кременчук)                         | 6:3     | Команда міста Хорола                     |
| «Локомотив» (Полтава)                         | 5:3     | «Харчовик» (Сталінка)                    |
| «Дзержинець» (Кременчук)                      | 0:2     | «Рот Фронт» (Полтава)                    |
| «Мукомол» (Полтава)                           | 0:2     | «Спартак» (Лубни)                        |

## Другий етап
Матчі другого етапу пройшли 17-18 липня. На цій стадії змагань до семи пар переможців приєдналися футболісти полтавської команди ПВАТУ (Полтавського військового автомобільно-танкового училища).
| Команда               | Рахунок | Команда                                       |
| --------------------- | ------- | --------------------------------------------- |
| «Рот Фронт» (Полтава) | 3:1     | «Будинок колективіста» (Семенівка)            |
| «Цукровик» (Карлівка) | 2:1     | Н-ська військова частина (Полтавська область) |
| ПВАТУ (Полтава)       | +/-     | «Спартак» (Кременчук)                         |
| «Локомотив» (Полтава) | 2:0     | «Спартак» (Лубни)                             |

## Фінальний етап
Чотири переможці другого етапу мали розіграти в Полтаві в одноколовому турнірі звання першого чемпіона області. Але команда з Карлівки на вирішальні матчі не з'явилася, й суперечку за нагороди повели три команди з обласного центру.
Усі матчі фінальної частини чемпіонату відбулися на стадіоні «Динамо» в Полтаві. За перемогу присуджувалося 3 очки, нічию — 2 очки, поразку — 1 очко, неявка — 0 очок.

### Підсумкова таблиця фінальної частини
| М | Команда               | І | В | Н | П | РМ  | О |
| - | --------------------- | - | - | - | - | --- | - |
|   | ПВАТУ (Полтава)       | 2 | 2 | 0 | 0 | 5−3 | 6 |
| 2 | «Рот Фронт» (Полтава) | 2 | 1 | 0 | 1 | 4−4 | 4 |
| 3 | «Локомотив» (Полтава) | 2 | 0 | 0 | 2 | 2−4 | 2 |

### Результати матчів фінальної частини
| Команда               | Рахунок | Команда               |
| --------------------- | ------- | --------------------- |
| ПВАТУ (Полтава)       | 3:2     | «Рот Фронт» (Полтава) |
| ПВАТУ (Полтава)       | 2:1     | «Локомотив» (Полтава) |
| «Рот Фронт» (Полтава) | 2:1     | «Локомотив» (Полтава) |